# Selysiothemis nigra
Genre
Espèce
Selysiothemis nigra est une espèce d'insectes de la famille des Libellulidae appartenant au sous-ordre des anisoptères dans l'ordre des odonates. C'est la seule espèce du genre Selysiothemis.

## Répartition
On retrouve Selysiothemis nigra en Asie centrale et de l'est. En Europe, l'espèce est mentionnée dans les régions côtières de la Méditerranée et de la mer Noire. 
En France, S. nigra a été observé pour la première fois en Corse en 2015 où les observations se sont succédé chaque année depuis. En 2018, c'est la première observation documentée de l'espèce sur le continent près de Vinon sur Verdon (Département du Var - France). En 2020, Mathias Lohr (Lohr, 2021) prouve au même endroit l'autochtonie de l'espèce en trouvant deux exuvies au bord d'une ancienne gravière. Depuis 2020, Selysiothemis nigra est revu chaque année en bordure de la rivière Durance puis en Camargue et dans la Plaine de la Crau.